# Ronald Koeman jr.
Ronald Koeman jr. (Barcelona, 23 mei 1995) is een Nederlands voetballer die speelt als doelman. Hij tekende in juli 2021 een contract bij Telstar. Eerder stond hij onder contract bij Almere City FC en TOP Oss. Koeman jr. is de zoon van voormalig voetballer Ronald Koeman.

## Clubcarrière

### Almere City
Koeman speelde in de jeugdelftallen van Almere City FC, bij de onder 19 kwam hij tot twee wedstrijden en bij Almere City FC speelde Koeman acht wedstrijden en kreeg hij een rode kaart. Na dat jaar vertrok Koeman naar FC Oss.

### FC Oss/TOP Oss
Op 20-jarige leeftijd debuteerde Koeman op 29 april 2016 als doelman in het betaald voetbal, toen hij het met FC Oss thuis opnam tegen FC Volendam (1-2). Hij verving acht minuten voor het einde van de wedstrijd de keeper Xavier Mous. In het hierop volgende seizoen concurreerde Koeman met Mous en Jordi Deckers om de plek van eerste doelman. Hij speelde over het hele seizoen gezien zestien wedstrijden. In het seizoen 2017/18 speelde Koeman slechts een wedstrijd in de KNVB Beker. In het seizoen hierop (2018/19), waarin de clubnaam werd veranderd in TOP Oss, speelde Koeman negen wedstrijden in de competitie en twee in de play-offs voor een plek in de Eredivisie, waarin TOP Oss in de eerste ronde werd uitgeschakeld. In Koeman zijn laatste seizoen bij TOP Oss kwam Koeman tot twaalf wedstrijden en in zes seizoenen tot 44 wedstrijden in totaal.

### Telstar
Medio 2021 verkaste Koeman naar Telstar. In Koeman zijn eerste seizoen bij Telstar kwam Koeman tot 17 wedstrijden, mede door een knieblessure. In het seizoen 2022/23 werd Koeman onbetwiste eerste keeper, voor Joey Houweling. Hij kwam tot 35 wedstrijden en kreeg een keer een rode kaart. Ook het seizoen erop speelde hij bijna alles. 
In het seizoen 2024/25 miste Koeman geen minuut. Hij speelde 38 wedstrijden in de competitie, twee in de KNVB Beker en de gehele play-offs om promotie. In de eerste wedstrijd van de play-offs hield Koeman de nul tegen ADO Den Haag (2-0 overwinning).  In de finale van de play-offs werd er gelijkgespeeld en gewonnen van Willem II en Telstar promoveerde voor het eerst in 47 jaar naar de Eredivisie. In de Eredivisie maakte Koeman zijn debuut op 10 augustus tegen Ajax.

## Statistieken
| Seizoen         | Club            | Competitie      | Competitie | Competitie | Beker | Beker | Overig2 | Overig2 | Totaal | Totaal |
| Seizoen         | Club            | Competitie      | Wed.       | Dlp.       | Wed.  | Dlp.  | Wed.    | Dlp.    | Wed.   | Dlp.   |
| --------------- | --------------- | --------------- | ---------- | ---------- | ----- | ----- | ------- | ------- | ------ | ------ |
| 2013/14         | Almere City FC  | Eerste divisie  | 0          | 0          | 0     | 0     | —       | —       | 0      | 0      |
| 2014/15         | Almere City FC  | Eerste divisie  | 0          | 0          | 0     | 0     | —       | —       | 0      | 0      |
| Club totaal     | Club totaal     | Club totaal     | 0          | 0          | 0     | 0     | 0       | 0       | 0      | 0      |
| 2015/16         | TOP Oss         | Eerste divisie  | 1          | 0          | 0     | 0     | —       | —       | 1      | 0      |
| 2016/17         | TOP Oss         | Eerste divisie  | 15         | 0          | 1     | 0     | —       | —       | 16     | 0      |
| 2017/18         | TOP Oss         | Eerste divisie  | 0          | 0          | 1     | 0     | —       | —       | 1      | 0      |
| 2018/19         | TOP Oss         | Eerste divisie  | 9          | 0          | 0     | 0     | 2       | 0       | 11     | 0      |
| 2019/20         | TOP Oss         | Eerste divisie  | 12         | 0          | 3     | 0     | —       | —       | 15     | 0      |
| 2020/21         | TOP Oss         | Eerste divisie  | 0          | 0          | 0     | 0     | —       | —       | 0      | 0      |
| Club totaal     | Club totaal     | Club totaal     | 37         | 0          | 5     | 0     | 2       | 0       | 44     | 0      |
| 2021/22         | Telstar         | Eerste divisie  | 16         | 0          | 1     | 0     | —       | —       | 17     | 0      |
| 2022/23         | Telstar         | Eerste divisie  | 33         | 0          | 2     | 0     | —       | —       | 35     | 0      |
| 2023/24         | Telstar         | Eerste divisie  | 25         | 0          | 0     | 0     | —       | —       | 25     | 0      |
| 2024/25         | Telstar         | Eerste divisie  | 38         | 0          | 2     | 0     | 6       | 0       | 44     | 0      |
| Club totaal     | Club totaal     | Club totaal     | 112        | 0          | 5     | 0     | 6       | 0       | 123    | 0      |
| Carrière totaal | Carrière totaal | Carrière totaal | 139        | 0          | 10    | 0     | 8       | 0       | 167    | 0      |

Bijgewerkt op 2 juni 2025.

## Persoonlijk
- Ronald komt uit een ware voetbalfamilie, zijn vader Ronald en oom Erwin voetbalden en zijn voetbaltrainer en zijn grootvader Martin was ook actief – voornamelijk bij GVAV – in de voetbalwereld. Daarmee is Ronald de derde generatie van de Koeman-familie die haar opwachting in het betaald voetbal heeft gemaakt.
- Op vakantie in zijn geboorteland Spanje, speelde Koeman jr. door een toevallige ontmoeting een sleutelrol in de komst van Graziano Pellè naar Feyenoord.[7]